# 예언자 마호메트
예언자 마호메트(The Message)는 무스타파 아카드 감독의 1976년 드라마 영화이다. 앤서니 퀸 등이 주연으로 출연하였고 무스타파 아카드 등이 제작에 참여하였다.
아랍어와 영어판으로 구별되어 개봉되었으며 이슬람의 역사 초기 도입부를 다룬다.
이 영화는 제50회 아카데미상의 아카데미 음악상 후보로 지명되었다.

## 출연

### 주연
- 앤서니 퀸
- 이렌느 파파스

### 조연
- 마이클 안사라
- 조니 세카
- 마이클 포레스트
- 게릭 헤이건
- 다미엔 토머스

## 같이 보기
- 바드르 전투
- 우후드 전투